# Brévillers (Somme)
 Brévillers  es una población y comuna francesa, en la región de Picardía, departamento de Somme, en el distrito de Amiens y cantón de Doullens.

## Demografía
| 68 | 60 | 52 | 63 | 74 | 87 | 101 |
| Para los censos de 1962 a 1999 la población legal corresponde a la población sin duplicidades (Fuente: INSEE [Consultar]) |    |    |    |    |    |     |